# Mont Fuppushi
Le mont Fuppushi (風不死岳, Fuppushi-dake) est un volcan inactif culminant à 1 103 m d'altitude situé dans le parc national de Shikotsu-Toya de l'île de Hokkaidō au Japon. Il se tient à côté du mont Tarumae et en face du mont Eniwa, sur la rive sud du lac Shikotsu, le lac de caldeira d'où sont sortis les volcans.